# Масааки Имаи
Масааки Имаи (яп. 今井 正明 имаи масааки,  1 сентября 1930, Токио — 12 июня 2023) — «lean-гуру», основатель концепции непрерывного совершенствования (англ. Continuous Improvement).
Получив степень бакалавра в Университете Токио в 1955 году, он остался в своей альма-матер, чтобы продолжить научную деятельность в области международных отношений.
В 1962 году Масааки Имаи основал Cambridge Corporation — консалтинговую компанию, специализирующуюся на управленческом консультировании и подборе менеджеров высшего звена. В качестве консультанта в области рекрутинга, управления персоналом и организационных исследований г-н Имаи лично оказал помощь более чем 200 иностранным и совместным предприятиям в Японии. С 1976 по 1986 годы он был президентом Японской федерации рекрутинга и кадровых агентств.
Масааки Имаи является автором книг «Кайдзэн: ключ к успеху японских компаний» (1986) и «Гэмба Кайдзэн: Путь к снижению затрат и повышению качества» (1997). Книги переведены на французский, голландский, португальский, немецкий, испанский, индонезийский, китайский, русский и другие языки.
В 1985 году, чтобы помочь компаниям внедрять концепции, системы и инструменты KAIZEN, Масааки Имаи основал KAIZEN Institute Consulting Group — консалтинговую компанию, которая имеет офисы в более чем 30 странах по всему миру.
За последние 30 с лишним лет, Масааки Имаи провёл множество лекций по кайдзен, бережливому производству и другим смежным системам управления, а также консультировал организации по вопросам развития бизнес-систем.